# 矢本平之助

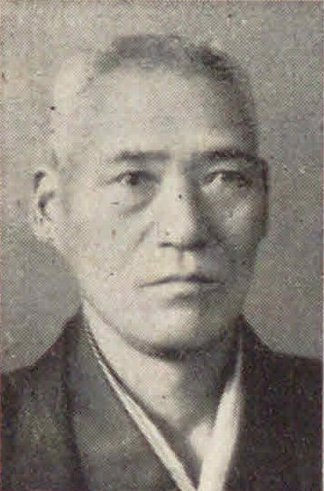
矢本平之助

矢本 平之助（やもと へいのすけ、元治2年3月11日（1865年4月6日） - 昭和13年（1938年）9月15日）は、日本の政治家。衆議院議員。宮城県桃生郡大塩村（現在の東松島市の一部）村長、宮城県会議員、桃生郡会議員。江合川・鳴瀬川・吉田川の合流や北上川改修などの治水事業を推進し、「治水王（治水翁）」の名で知られた。

## 経歴
元治2年（1865年）3月11日、陸奥国桃生郡深谷大窪村（現在の宮城県東松島市大塩）に矢本平太夫の長男として生まれる（誕生日は戸籍では「3月11日」とあるが、墓誌では「3月21日」とある）。生家の矢本家は戦国時代の矢本館主であった矢本筑前景重の末裔と言われ、代々村役人を勤める豪農で、地方屈指の名家であった。小谷裕斎に漢籍を学び、遠藤温に法政と経済を学ぶ。
明治29年（1896年）5月、桃生郡深谷村が解体してできた大塩村の初代村長に32歳で就任する。大塩村長には昭和10年まで計6回就任している。その後、桃生郡会議員から宮城県会議員となり、鳴瀬川などの改修を訴えている。大正12年（1923年）には県会議長に就任しその手腕から「豪腕議長」と呼ばれた。
昭和3年（1928年）に衆議院議員に当選すると東北地方の振興などを提唱した。
また、大塩村青年団長として地元の振興にも力を入れ、大塩小学校の校地の整備の他、水道や奉安殿の設置、青年会館（現在の大塩民俗資料館）の建設をしている。尚、これらの事業には多くの私財を投じている。
昭和13年（1938年）9月15日死去。村葬が営まれた。
昭和24年（1949年）11月3日、大塩小学校の校地内の校木「高野槇」の横に「矢本平之助翁頌徳碑」が建てられた。
大塩地区にある自宅の門は「矢本家重層門」として現在も残っている。